# Florian Zając

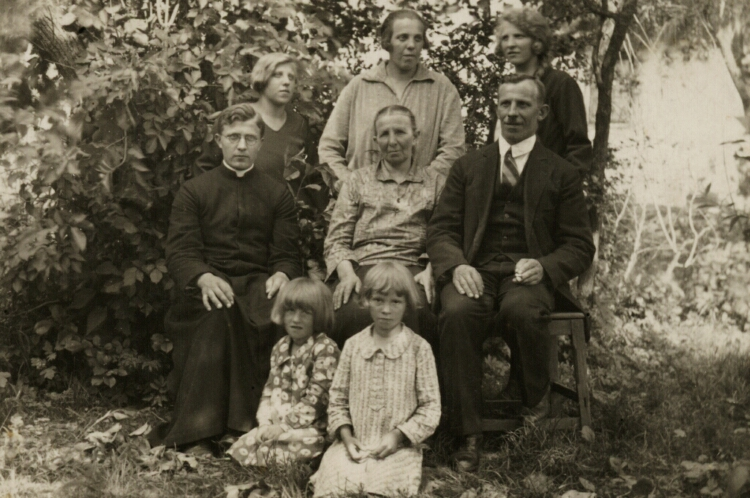
Ks. Florian Zając z rodzicami i rodzeństwem, 1930 rok

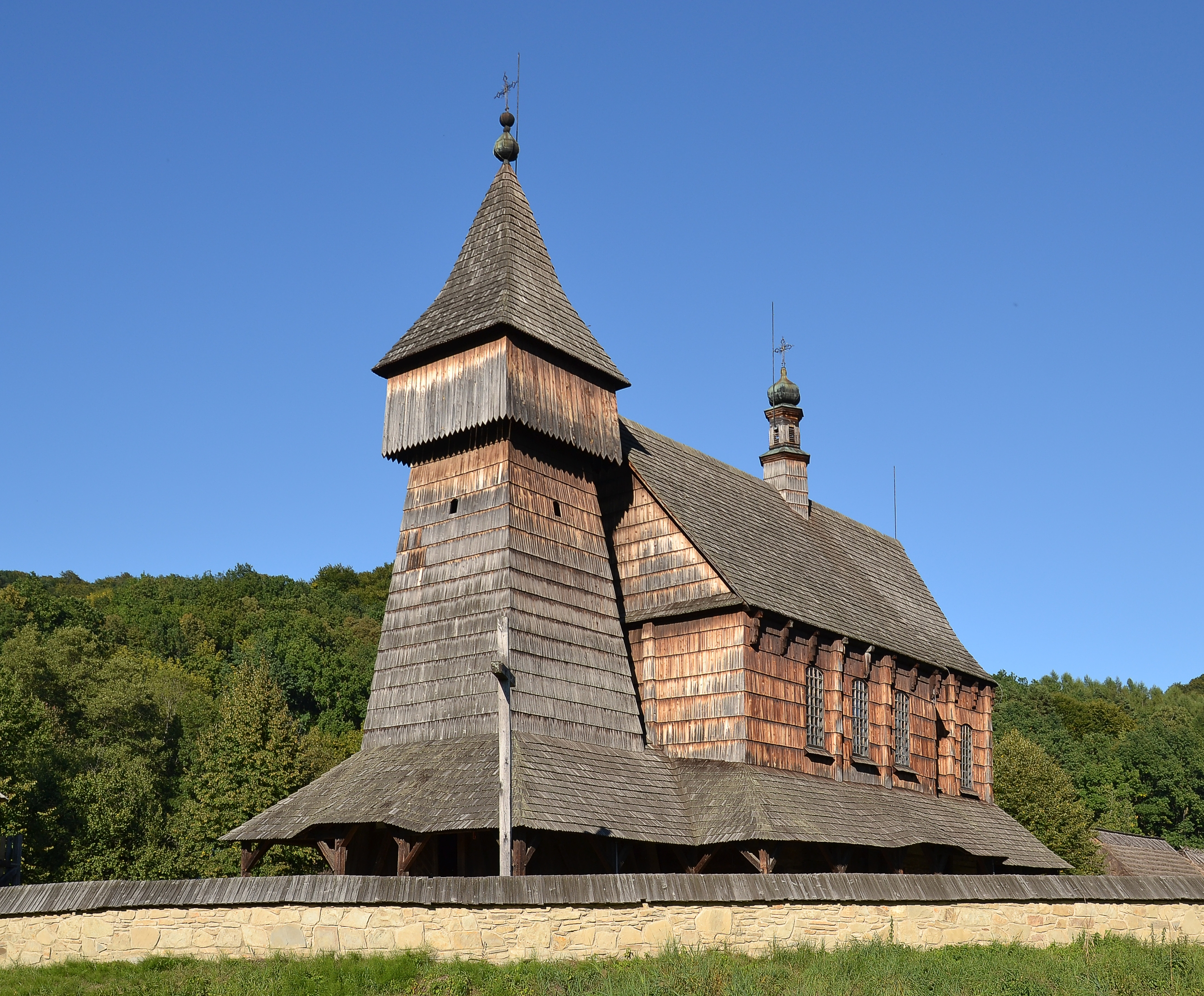
Kościół św. Mikołaja z Bączala Dolnego

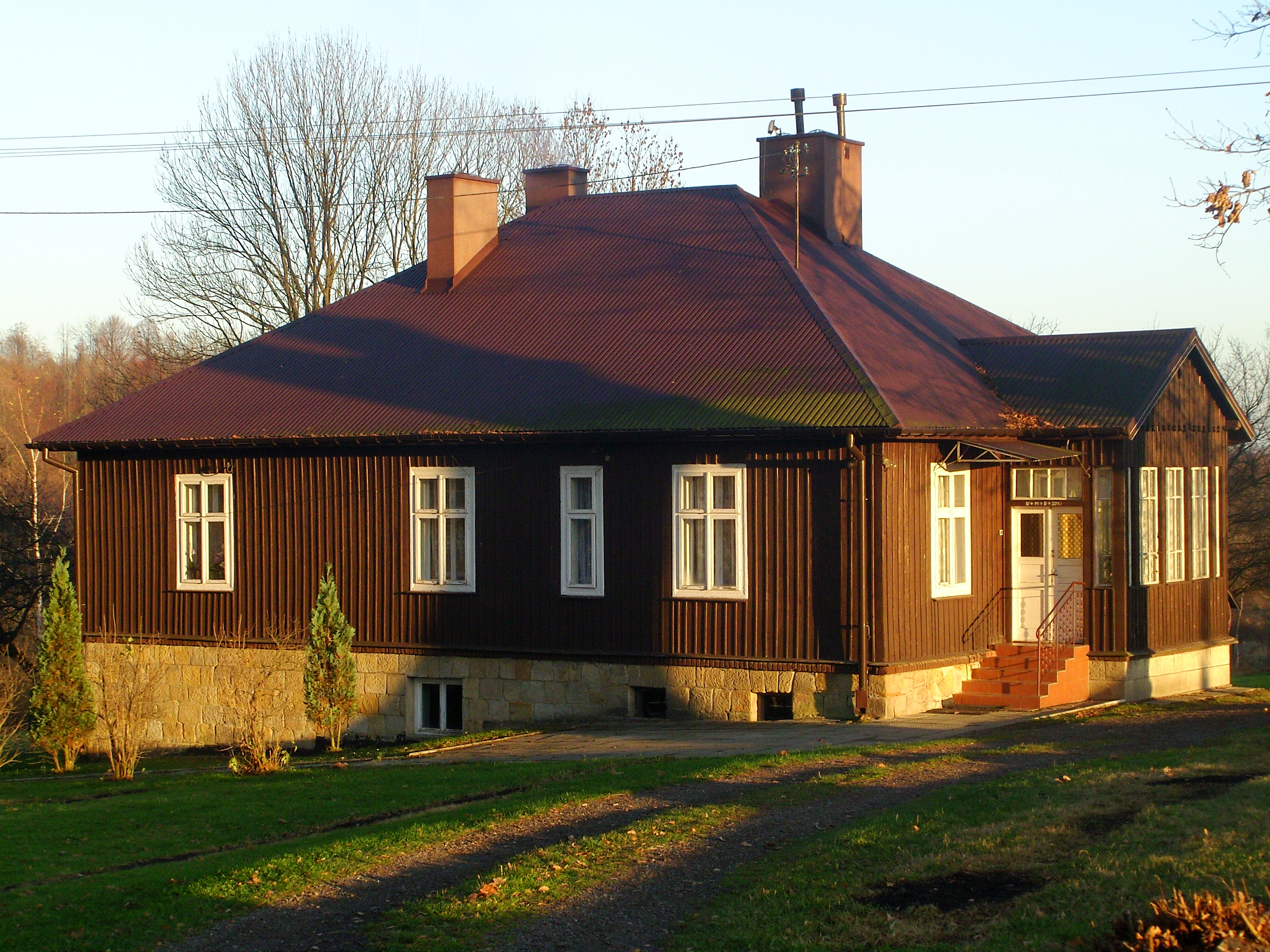
Plebania w Bączalu Dolnym, którą zamieszkiwał w latach 1939–1948

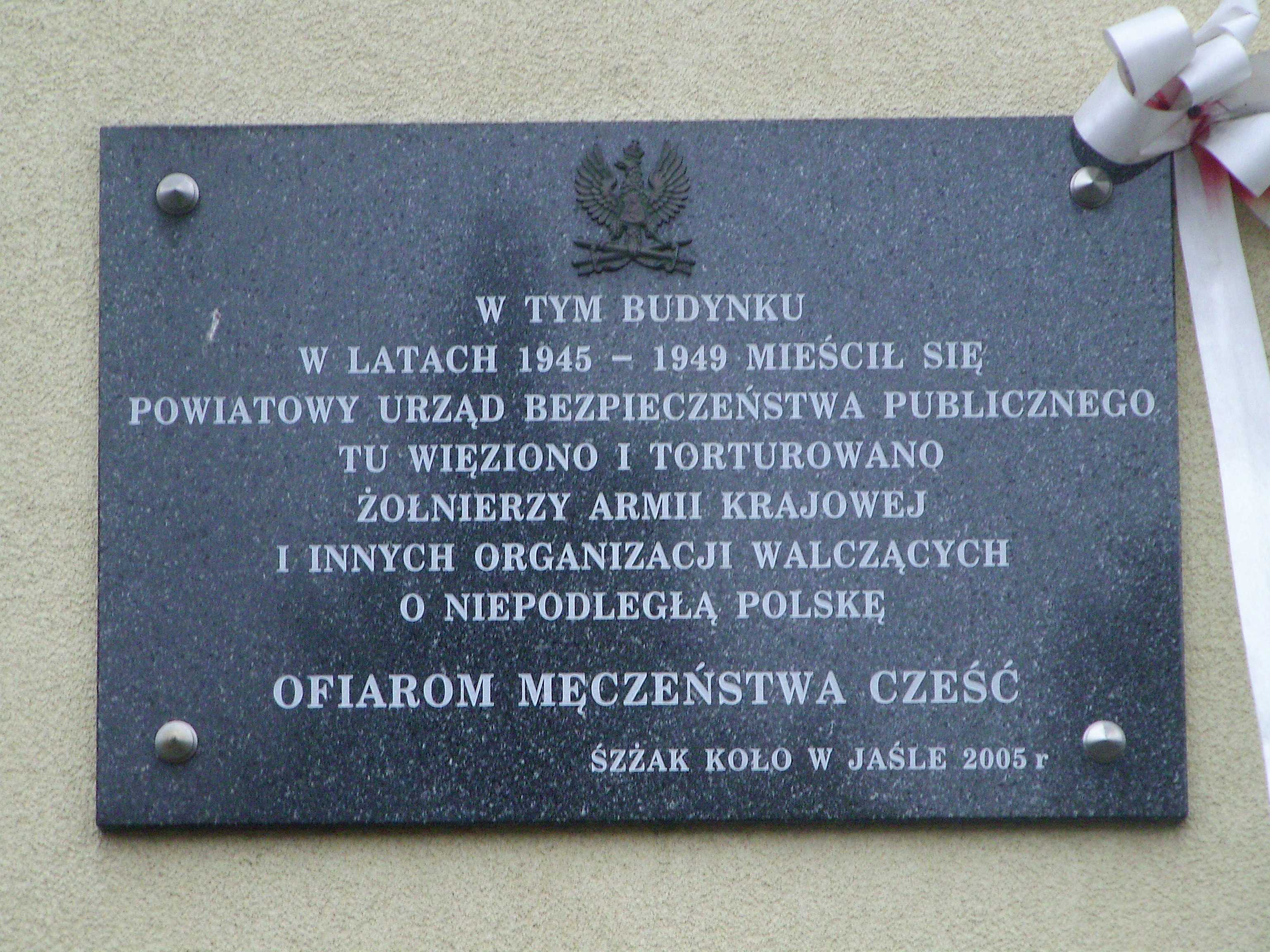
Tablica pamiątkowa na gmachu byłego Powiatowego Urzędu Bezpieczeństwa Publicznego w Jaśle – Ulaszowicach

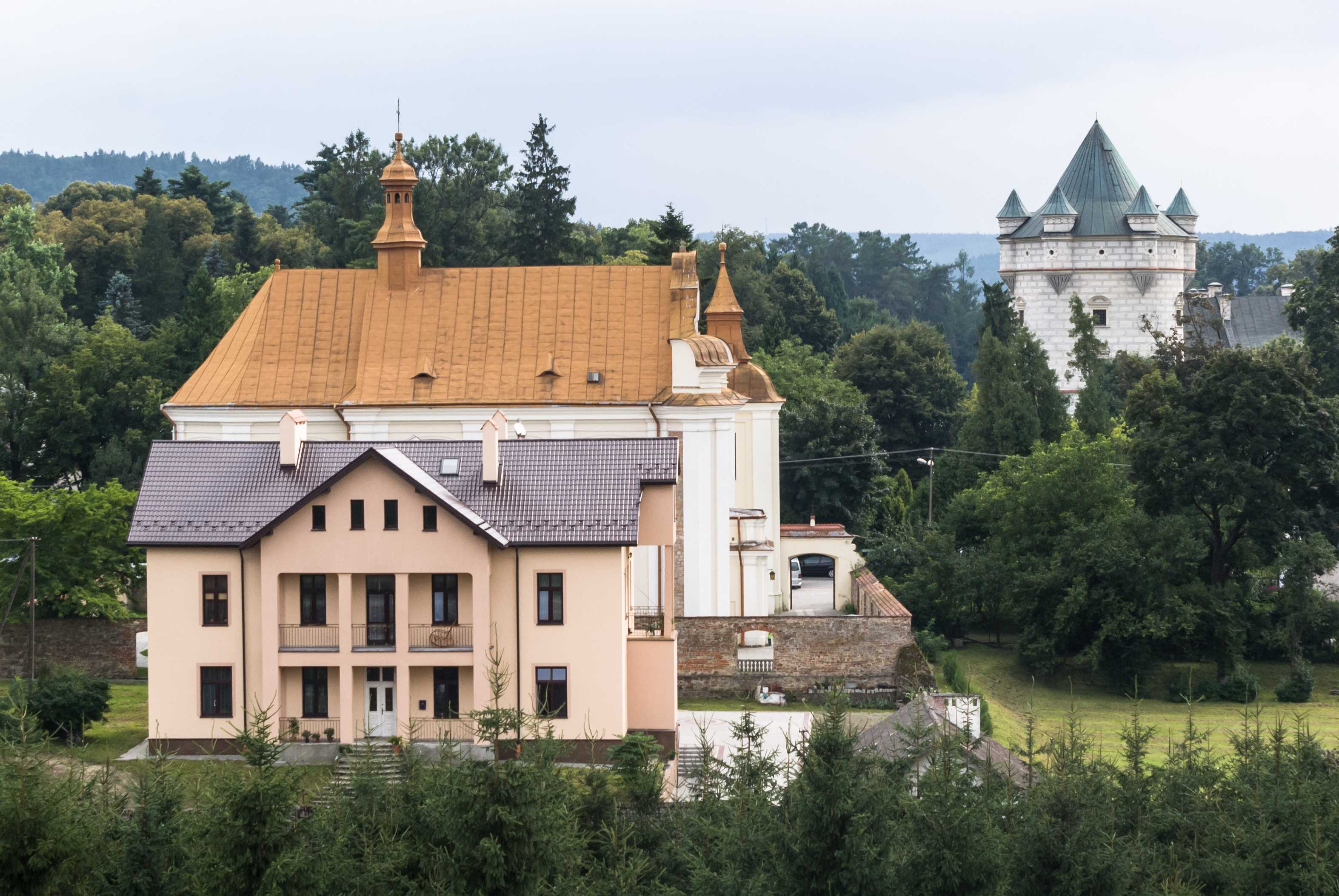
Kościół i plebania w Krasiczynie, gdzie spędzał ostatnie lata życia

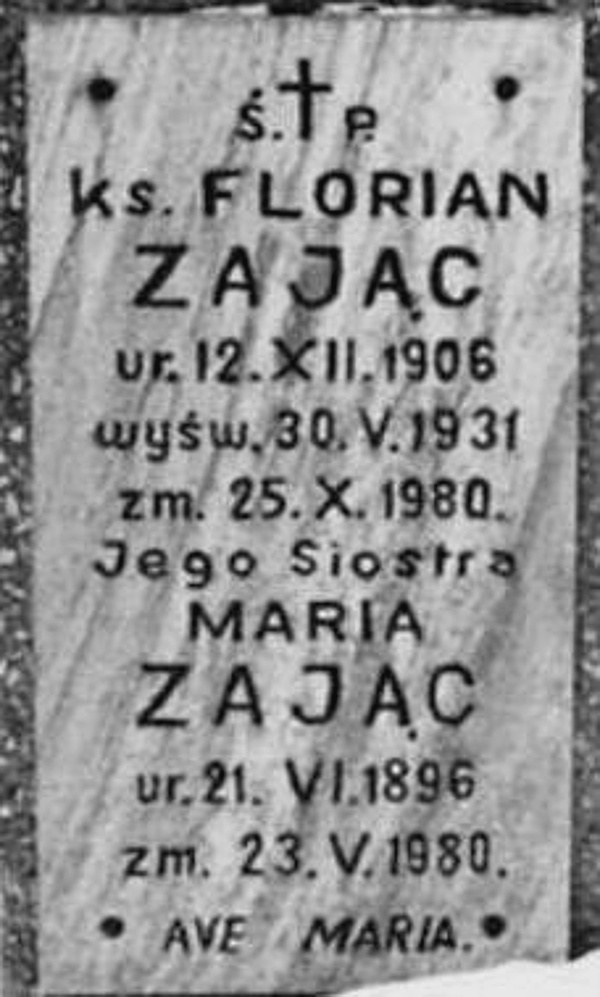
Tabliczka grobowa ks. Floriana Zająca

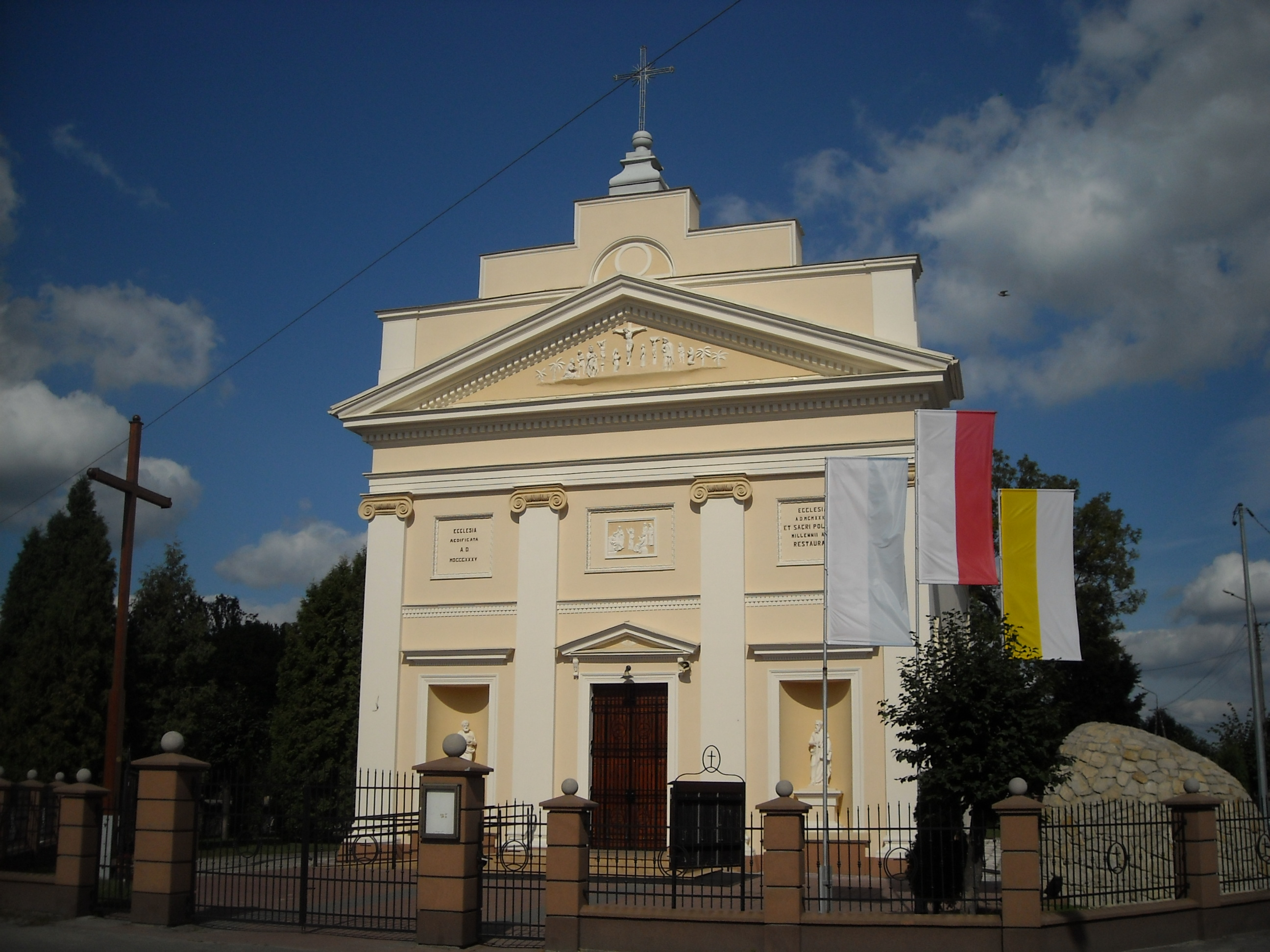
Kościół w serialowym Tulczynie

Florian Zając (ur. 12 grudnia 1906 w Kruhelu Małym, zm. 25 października 1980 w Przemyślu) – polski ksiądz katolicki, społecznik i działacz polskiego państwa podziemnego, aresztowany, prześladowany, więziony i torturowany przez władze komunistyczne PRL, aktywny członek Stronnictwa Narodowego, kapelan NOW i AK. W latach 1939–1948 proboszcz w Bączalu Dolnym. Misjonarz - kaznodzieja. Pierwowzór serialowej postaci ks. Bernarda Grochowskiego z popularnego serialu obyczajowego Plebania emitowanego na antenie TVP.

## Życiorys

### Młodość
Urodził się w Kruhelu Małym koło Przemyśla, w głęboko wierzącej rodzinie jako jeden z jedenaściorga dzieci Marcina i Katarzyny z domu Grochowskiej. Z tego rodu wywodzi się kilkoro księży i sióstr zakonnic, w tym m.in.: ks. prałat Aleksander Zając z Żurawicy (ur. 1936, zm. 2016) czy siostra Anna Zając, piastująca funkcję organistki w Krasiczynie. Po ukończeniu szkoły powszechnej w rodzinnej miejscowości podjął naukę w II Gimnazjum Klasycznym w Przemyślu. Po zdaniu w maju 1926 egzaminu dojrzałości, wstąpił do Wyższego Seminarium Duchownego w Przemyślu.

### Kapłaństwo
Po ukończeniu nauki seminaryjnej, mając niespełna 25 lat, w 1931 przyjął święcenia kapłańskie z rąk ówczesnego biskupa przemyskiego Anatola Nowaka. Jednym z jego wykładowców był bł. ks. Jan Balicki – profesor teologii dogmatycznej i rektor. W ciągu swojej posługi duszpasterskiej jako wikariusz i administrator parafialny pracował w Przeworsku, Wesołej, Dukli, Drohobyczu, Golcowej, Jaśle (od grudnia 1937 do lutego 1939) i przez okres trzech miesięcy w podsanockich Niebieszczanach z powodu nieprzyjęcia nominacji na probostwo w Dzikowcu.
Ponieważ wszędzie zajmował się w sposób szczególny młodzieżą w 1936 powołany został do pracy w diecezjalnej centrali Akcji Katolickiej. W tym samym roku został sekretarzem generalnym Katolickiego Stowarzyszenia Kobiet oraz Katolickiego Stowarzyszenia Młodzieży Żeńskiej oraz w 1937 roku mianowany redaktorem diecezjalnego „Okólnika do Oddziałów Katolickiego Stowarzyszenia Kobiet Diecezji Przemyskiej”.

### Praca duszpasterska i konspiracyjna w okresie okupacji niemieckiej
Na kilka miesięcy przed wybuchem II wojny światowej, 31 maja 1939 po śmierci księdza Pawła Matuszewskiego został mianowany proboszczem parafii św. Mikołaja i Imienia Maryi w Bączalu Dolnym, która liczyła wówczas 2344 wiernych. Dał się poznać jako gorliwy duszpasterz i patriota zatroskany o losy lokalnego kościoła i grona parafian – szczególnie rolników. Podczas II wojny światowej jako kapelan Armii Krajowej dla Obwodu Jasło organizował modlitwy za ojczyznę i w intencji polskich żołnierzy. Wspierał i chronił parafian przed wywózkami na roboty przymusowe do Rzeszy Niemieckiej. Rokrocznie przypominał o dawnych świętach państwowych, zniesionych przez okupanta hitlerowskiego, w tym 3 maja i 11 listopada. Organizował procesje.
Wbrew zakazom troszczył się i remontował drewniany kościół św. Mikołaja z 1667 roku. Podjął starania o budowę nowego kościoła parafialnego Imienia Maryi (zlecił opracowanie planów lwowskiemu architektowi Eustachemu Chmielewskiemu), które kontynuował jego następca na funkcji proboszcza ks. prałat Stanisław Czerniec. Ratował Żydów zamieszkałych w Bączalu i okolicach m.in. wystawiając im fałszywe metryki chrztu świętego. Ukrywał żołnierzy i więźniów politycznych uwolnionych w Akcji Pensjonat z 5/6 sierpnia 1943. Nadzorował prace związane z przyjęciem ludności jasielskiej w trakcie masowych wysiedleń roku 1944 oraz organizował wyprawy do płonącego miasta by ratować sprzęty liturgiczne z kościoła farnego i kościoła oo. Franciszkanów. Na plebanii dawał schronienie wysiedlonym księżom z jasielskich i okolicznych parafii (m.in ks. Adamowi Ablewiczowi i Stanisławowi Bałukowi) oraz swoim bliskim, w tym siostrom: Marii Zając (ur. 1896, zm. 1980, gospodyni) i Franciszce Bartmińskiej z synami, tj: Stanisławem (księdzem prałatem, dziennikarzem), Marianem (sędzią piłkarskim, brydżystą), Jerzym (profesorem, wybitnym językoznawcą i slawistą) oraz urodzoną w 1941 córką Marią (działaczką społeczną, lekarką stomatolog).
W okresie okupacji był zaangażowany w działalność konspiracyjną. Pomimo wykorzystywania dolnej kondygnacji przez żołnierzy hitlerowskich, jego plebania była miejscem narad przywódców i oficerów ruchu oporu, w tym m.in.: ppłk Władysława Owoca i por. Józefa Drelichowskiego. Udostępniał ją także dla potrzeb tajnego nauczania, które prowadził filozof - mgr Jan Knapik. Od 1935 r. członek Stronnictwa Narodowego. Kierował miejscową placówką Narodowej Organizacji Wojskowej uznawaną za jedną z najaktywniejszych w powiecie jasielskim, która w 1943 roku weszła w skład Armii Krajowej. Był opiekunem duchowym i członkiem sztabu powiatowego struktur NOW w regionie jasielskim. Po zajęciu okolic przez Armię Czerwoną włączył się w akcję ochrony ludności poszukiwanej przez UB, MO i NKWD.

### Represje w okresie PRL
Po dokonanej 26 czerwca 1948 rewizji przez funkcjonariuszy Urzędu Bezpieczeństwa został oskarżony o aktywną współpracę z organizacjami antykomunistycznymi związaną z drukowaniem i kolportowaniem książek i ulotek o charakterze patriotycznym. Fałszywie zarzucono mu również nakłanianie do zabicia trzech sowieckich żołnierzy i dwóch członków Polskiej Partii Robotniczej ze wsi Jabłonica. Aresztowany i osadzony w karcerze pod schodami siedziby Powiatowego Urzędu Bezpieczeństwa Publicznego w Jaśle – Ulaszowicach; podczas brutalnych przesłuchań w znacznym stopniu utracił słuch, a następnie przewieziony do więzienia karno-śledczego w Sanoku.
21 września 1948 Wojskowy Sąd Rejonowy w Rzeszowie na sesji wyjazdowej w Sanoku skazał ks. Floriana Zająca w pokazowym procesie na karę dożywotniego więzienia, którą następnie obniżono do 10 lat pozbawienia wolności. Prokurator domagał się kary śmierci. Odbył wyrok w więzieniu we Wronkach, a potem w Zakładzie Karnym w Rawiczu. Na mocy amnestii w październiku 1953 odzyskał wolność. Po wyjściu z więzienia, podupadły fizycznie i schorowany zamieszkał w Kruhelu. Nie zabiegał o rehabilitację.
Osoba ks. Zająca znalazła się na ściśle tajnej liście 44 kapłanów, ukaranych w 1948 roku, którą płk MO Zygmunt Braude przekazał za pośrednictwem Wandy Górskiej do gabinetu ówczesnego I sekretarza KC PZPR Bolesława Bieruta.
Po kilkumiesięcznym odpoczynku, w lutym 1954 podjął posługę jako wikariusz w Bratkowicach. Cztery lata później został ekspozytem kościoła w Małkowicach. W marcu 1958 prowadził nauczanie misji świętych w ponad dziesięciotysięcznej parafii w Leżajsku, które cieszyło się ogromnym zainteresowaniem. W trakcie trwania misji do sakramentu pokuty i pojednania przystąpiło ponad 4500 wiernych i rozdano blisko 6200 komunii świętych. W 1959 jako proboszcz objął parafię w Izdebkach, a następnie w Malawie. Zamierzał także ekskardynować do archidiecezji wrocławskiej. Po latach został odznaczony Honorową Odznaką za Tajne Nauczanie w latach '39-45.

### Emerytura
Wobec pogarszającego się stanu zdrowia w 1968 na własną prośbę przeszedł na emeryturę. Po rezygnacji z funkcji proboszcza parafii w Malawie dostał od bp. Ignacego Tokarczuka nominację na godność kanonika honorowego przemyskiego, której jednak nie przyjął. Jako emeryt zamieszkał w Chmielniku, a później u rodziny w Kruhelu. W 1970 zamieszkał jako rezydent w Krasiczynie, gdzie wspomagał w posłudze duszpasterskiej swojego siostrzeńca księdza Stanisława Bartmińskiego.
Ostatnie lata życia zmagał się z moniliazą. Zmarł nagle w wieku 74 lat na udar mózgu w przemyskim szpitalu. Pochowany w rodzinnym grobowcu na cmentarzu parafialnym przy kościele św. Wojciecha w Kruhelu Małym (obecnie w granicach Przemyśla). Uroczystościom pogrzebowym przewodniczył biskup pomocniczy przemyski Stanisław Jakiel.

## Serial telewizyjnyPlebania
Osoba i życie księdza Floriana Zająca – „kapłana niezłomnego” – zostały wykorzystane jako pierwowzór postaci ks. Bernarda Grochowskiego, który był proboszczem parafii w Tulczynie przed objęciem tej funkcji przez ks. Antoniego Wójtowicza (do 1977 roku). Serialowy ksiądz Bernard był wujem ks. Antoniego, który to opiekował się nim podczas jego ostatnich dni życia. Serial emitowany był w latach 2000–2012 na antenie TVP1 oraz w TVP Polonia.